# Robert Gustafsson
Robert Gustafsson (født 20. december 1964 i Katrineholm) er en svensk komiker, der er blevet kaldt "Sveriges sjoveste mand".
Gustafsson blev født i 1964 i Katrineholm men flyttede i 1970 til Skövde.
I 1977 og 1978 lavede han lokalradio med vennen Niclas Jensen.
Kerstin Hedberg på SVT hyrede Gustafsson som manuskriptforfatter og skuespiller til det banebrydende program Björnes magasin i 1987.
I begyndelsen af 1990'erne kom han med i komikertruppen Killinggänget.
I 2004 fik han en Guldbagge for filmen Fyra nyanser av brunt.
I 2010 lavede Gustafsson sit 25 års jubilæumssjov.
Samme år udgav han også sin selvbiografi Från vaggan till deadline.
Et kuriosum er at Gustafsson den 28. februar 1986 var i biografen og se filmen Bröderna Mozart i Grand i Stockholm, — den samme forestilling som Sveriges statsminister Olof Palme så før han blev myrdet.

## Udvalgt filmografi
- Björnes magasin (tv-serie, 1988)
- Hemmeligheden under jorden (1991)
- I manegen med Glenn Killing (tv-serie, 1992)
- Chefen fru Ingeborg (tv-serie, 1993)
- Pariserhjulet (1993)
- Drømmehuset (1993)
- Sunes sommer (1993)
- Rena rama Rolf (tv-serie, 1994-1998)
- Alfred (1995)
- Lilla Jönssonligan på styva linan (1997)
- Fire nuancer af brun (2004)
- Sara & Selma (tv-serie, 2011)
- Den hundredårige der kravlede ud af vinduet og forsvandt (2013)
- En forbandet god jul (2015)
- Den hundredetårige der stak af fra regningen og forsvandt (2016)
- Det som skjules i sneen (tv-serie, 2018-2021)
- Fyr og flamme (2019)
- Rumrejsen (2020)
- Bryllup, begravelse og dåb (tv-serie, 2020)
- Bryllup, begravelse og dåb – filmen (2021)
- Toppen (tv-serie, 2022)
- Jönssonligan kommer tillbaka (2024)

## Eksterne link
- Wikimedia Commons har flere filer relateret til Robert Gustafsson
- Robert Gustafsson på Internet Movie Database (engelsk)
- Robert Gustafsson på Filmdatabasen
- Robert Gustafsson på Scope
- Robert Gustafsson på Svensk Filmdatabas (svensk)
- Robert Gustafsson på AlloCiné (fransk)
- Robert Gustafsson på AllMovie (engelsk)
- Robert Gustafsson på Turner Classic Movies (engelsk)
- Robert Gustafsson på Rotten Tomatoes (engelsk)
- Robert Gustafsson på TV Guide (engelsk)
- Robert Gustafsson på The Movie Database (engelsk)